# Libohovë
Libohovë je obec v okresu Gjirokastër, kraji Gjirokastër, jižní Albánii.

## Významní lidé
- Vasileios of Dryinoupolis (1858-1936) – ministr spravedlnosti.
- Eqrem Bej Libohova – dvakrát předsedou vlády v Albánii (poprvé od 19. ledna – 13. února 1943 a podruhé od 12. května – 9. září 1943).
- Myfit Libohova – člen albánské vlády, za svou dobu působení v politice vystřídal posty ministra spravedlnosti, ministra vnitra, ministra financí a ministra zahraničních záležitostí. Také byl jedním ze zakladatelů státní banky Banka e Shqipërisë.
- Abedin Nepravishta – dvakrát starosta Tirany, Albánie (v letech 1933-1935 a 1937-1939).
- Avni Rustemi – levicový bojovník za svobodu.